# Arsenal Esporte Clube
O Arsenal Esporte Clube é um clube brasileiro de futebol da cidade de Tocantinópolis, no estado do Tocantins.
Inspirado no Arsenal, foi fundado em 2015 como time amador, conquistando o título de Campeão Estadual Amador após quatro anos. Com o título obteve o direito de profissionalizar-se e disputar o Campeonato Tocantinense de Futebol de 2018 - Segunda Divisão.

Escudo antigo